# Ramakrishnan Srikant
 (février 2024).
Si vous disposez d'ouvrages ou d'articles de référence ou si vous connaissez des sites web de qualité traitant du thème abordé ici, merci de compléter l'article en donnant les références utiles à sa vérifiabilité et en les liant à la section « Notes et références ».
Ramakrishnan Srikant est un informaticien diplômé de l'université de Wisconsin-Madison et de Indian Institute of Technology, Chennai (ex Madras). Il est actuellement Principal Research Scientist chez Google et est connu pour ses travaux sur la confidentialité des données dans le domaine de l'exploration des données.

## Carrière
Il travaille avec Rakesh Agrawal sur plusieurs sujets et notamment sur les problèmes de la vie privée et de la confidentialité des données dans l'exploration de données (data mining).
En 2014, il est élu à l'Association for Computing Machinery pour ses contributions à la découverte de connaissances et à l'exploration de données.

## Publications
- R. Srikant, S. Basu, N. Wang and D. Pregibon, "User Browsing Models: Relevance versus Examination", KDD 2010.
- R. Bayardo, Y. Ma and R. Srikant, "Scaling Up All-Pairs Similarity Search", WWW 2007.
- R. Agrawal, R. Srikant and D. Thomas, "Privacy Preserving OLAP", SIGMOD 2005.
- R. Agrawal, R. Bayardo, C. Faloutsos, J. Kiernan, R. Rantzau and R. Srikant, "Auditing Compliance with a Hippocratic Database", VLDB 2004.
- R. Agrawal, J. Kiernan, R. Srikant and Y. Xu, "Order Preserving Encryption for Numeric Data", SIGMOD 2004.

## Récompenses et distinctions
En 2002 il obtient le prix Grace-Murray-Hopper pour son travail innovant sur les règles d'association dans le domaine du data mining, qui sont aujourd'hui centrales dans le domaine et sont présentes dans les cours de base de données et de data mining.